# Křemže
Městys Křemže (německy Krems) se nachází v okrese Český Krumlov v Jihočeském kraji. Leží na úpatí hory Kletě uprostřed Chráněné krajinné oblasti Blanský les. Žije zde přibližně 3 000 obyvatel.

## Název
Podle Profouse je Křemže pojmenována podle Křemžského potoka, který pojmenovali Keltové podle divokého druhu česneku rostoucího hojně podél něj. Slovo pochází od *kerem, mající význam i pro cibuli (řecky „κρεμμύδι“) z protoindoevropského *ker. Nověji se spíše uvažuje slovanský původ pojmenování od slova „křemen“, který se v potoce vyskytuje, či od slovanského slova kremža (říčka tekoucí s velkým hlukem).

## Historie
První písemná zmínka o obci pochází z roku 1351, kdy byl ve vztahu ke Křemži uváděn plebán Dětřich. Na zdejší tvrzi sídlili vladykové z Křemže, jedna větev vladyků z Chlumu. Jan Smil z Křemže byl přívrženec husitů. Následně vladykové  z Křemže zchudli a jejich rod zanikl. V roce 1447 nechal tvrz zbořit Oldřich II. z Rožmberka. Později Křemže patřila majitelům Chlumu. V roce 1668 koupil Chlum s Křemží Jan Kristián I. z Eggenbergu; po vymření všech mužských potomků rodu Eggenbergů přešlo celé panství pod rod Schwarzenbergů.  V 1. světové válce padlo 17 místních občanů.
V květnu 1945 vstoupily do Křemže jednotky armády Spojených států amerických. Po obsazení Křemže pokračovaly americké jednotky v  dalším postupu dále na severovýchod směrem k Vrábči a Boršovu. V návaznosti na upřesnění průběhu demarkační čáry mezi americkými a sovětskými jednotkami v Československu probíhala demarkační čára mezi Křemží a Vrábčem; v roce 1992 zde byl odhalen pomník.
S účinností od 1. prosince 2006 byl dne 10. listopadu 2006 obci vrácen status městyse.

## Přírodní poměry
- Přírodní památka Vltava u Blanského lesa v katastrálním území Křemže
- Přírodní památka Mokřad u Borského rybníka v katastrálním území Křemže
- Přírodní rezervace Dívčí kámen v katastrálním území Křemže
- Přírovní rezervace Holubovské hadce v katastrálním území Křemže
- Přírodní rezervace Bořinka v katastrálním území Chlum u Křemže
- Přírodní rezervace Kleť v katastrálním území Chlum u Křemže

## Místní části
- Křemže
- Bohouškovice
- Chlum
- Chlumeček
- Chmelná
- Lhotka
- Loučej
- Mříč
- Stupná
- Vinná

V letech 1850–1887 k městysi patřila i Slavče.

## Doprava
Městysem vede silnice II/143. Železniční stanice Křemže na trati České Budějovice – Černý Kříž se nachází ve Mříči.

## Pamětihodnosti
- Kostel sv. Michaela archanděla
- Výklenková kaplička u kostela
- Výklenková kaplička u silnice do Mříče
- Boží muka u hřbitova
- Fara
- Hrad Dívčí kámen, zřícenina na ostrohu při soutoku Křemžského potoka a Vltavy. Hrad byl založen rodem Rožmberků roku 1349 a týmž rodem opuštěn roku 1506. Po 500 letech od opuštění rodem svých zakladatelů přešel do vlastnictví obce Křemže.
- Husův sbor z roku 1930
- Hřbitovní kaple sv. Voršily
- Pomník  padlých v první světové válce; autorem pomníku je sochař Jan Vítězslav Dušek.[8][12]
- Pomník Jana Smila ze Křemže na náměstí
- Rozhledna a chata na Kleti[13]

## Zajímavosti
- Z Křemže pochází členové skupiny Gutalax, která aktivně koncertuje po celém světě.

## Galerie

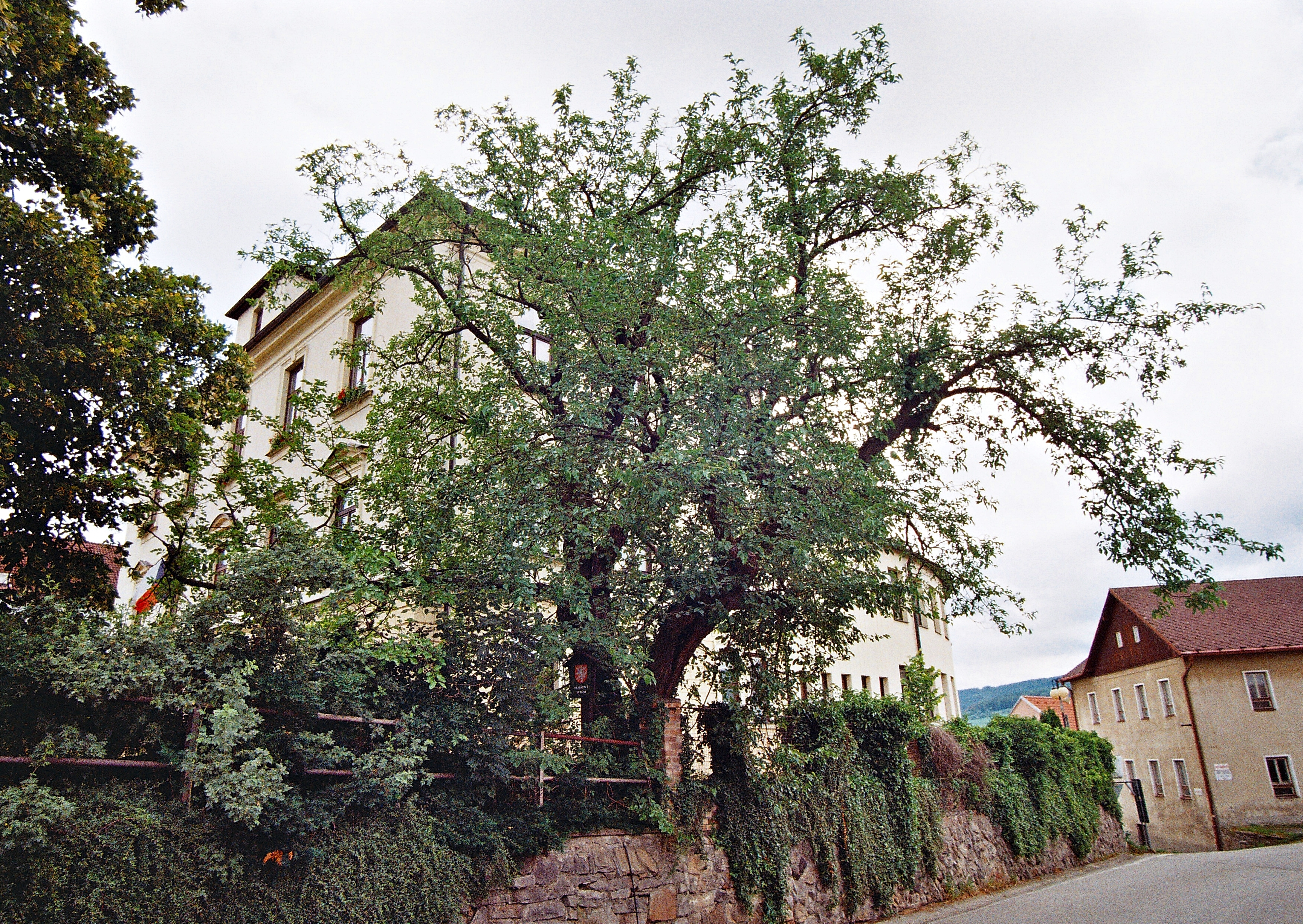
Morušovník
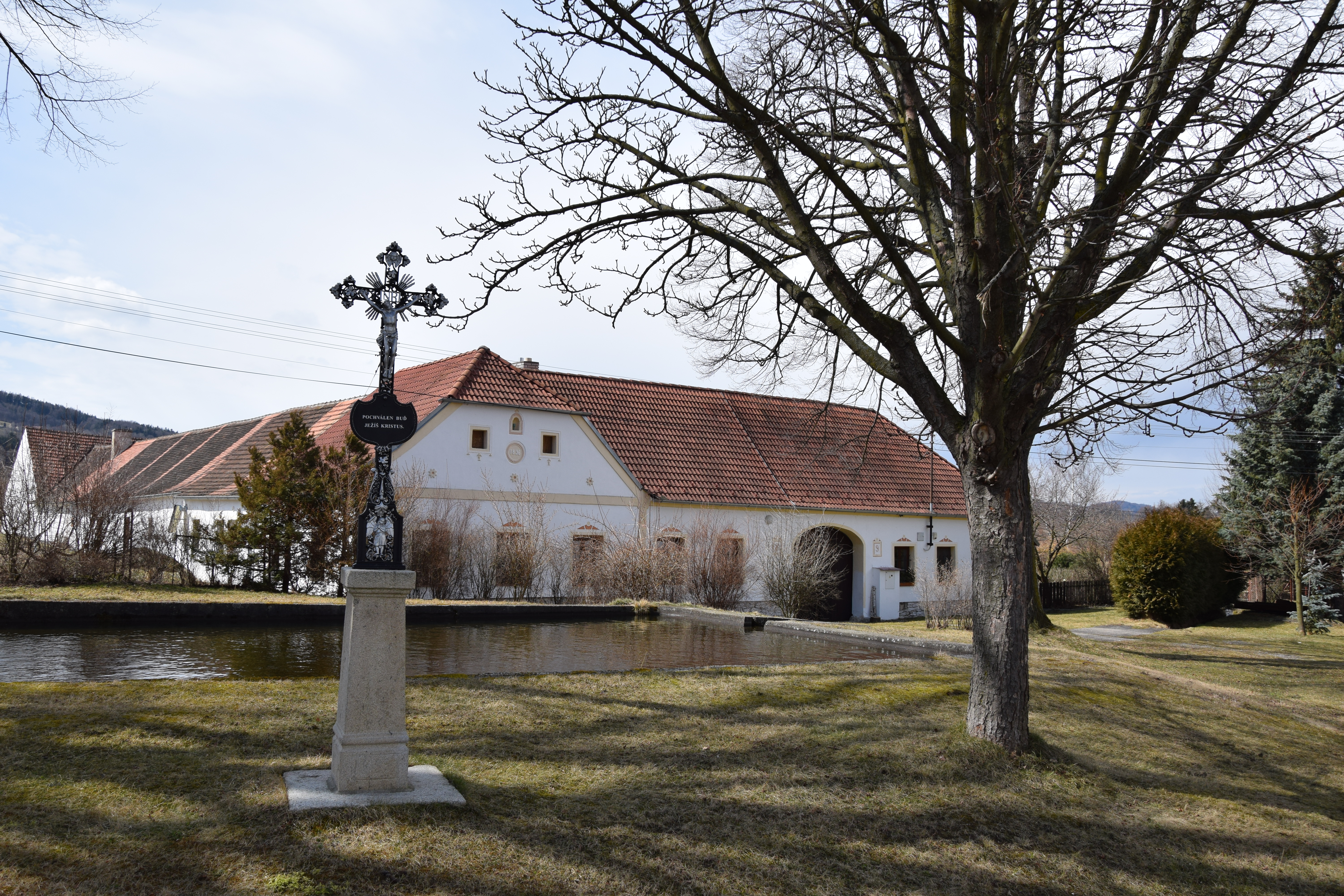
Lhotka a křížek
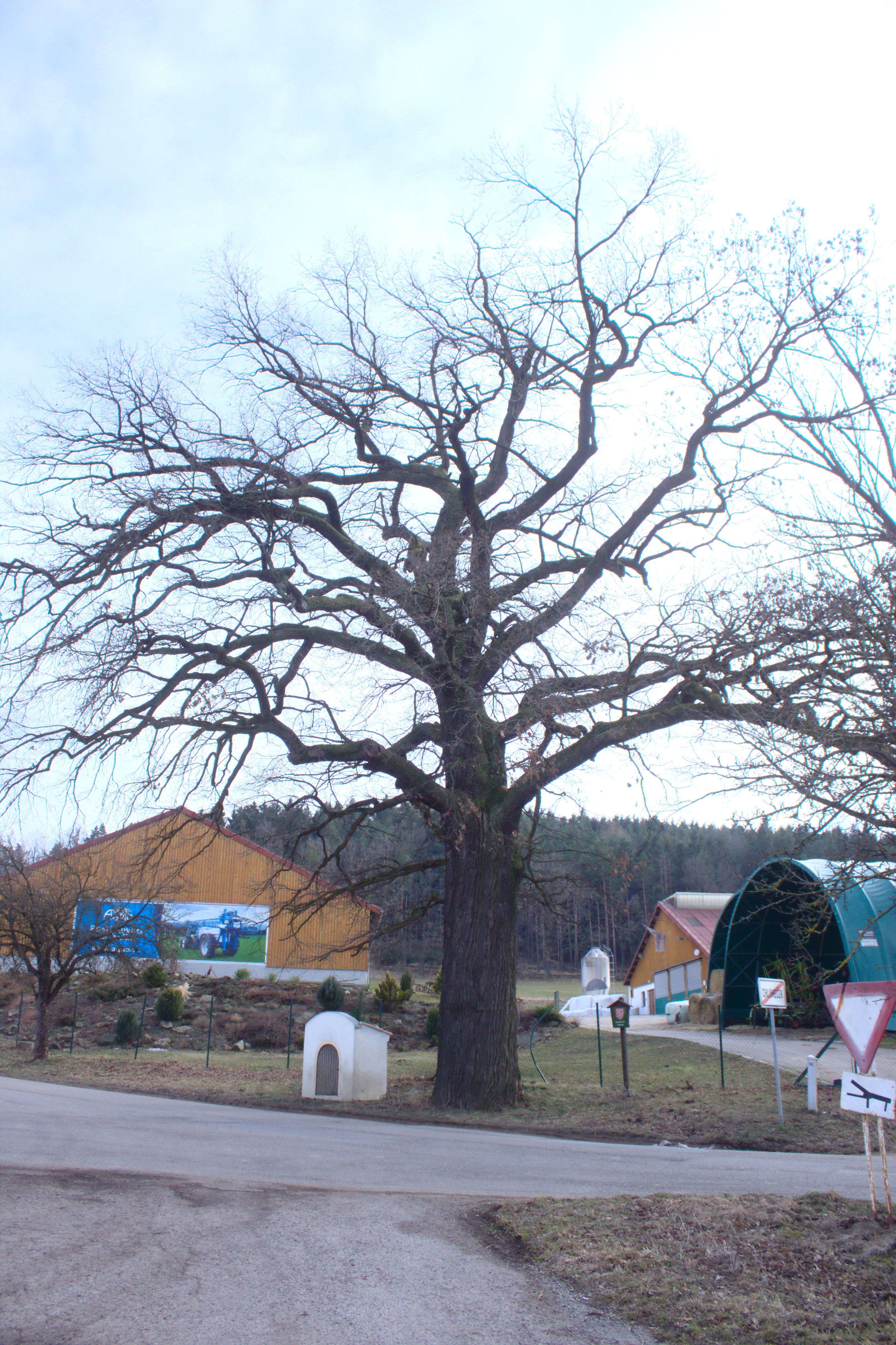
Chlumeček – památný strom
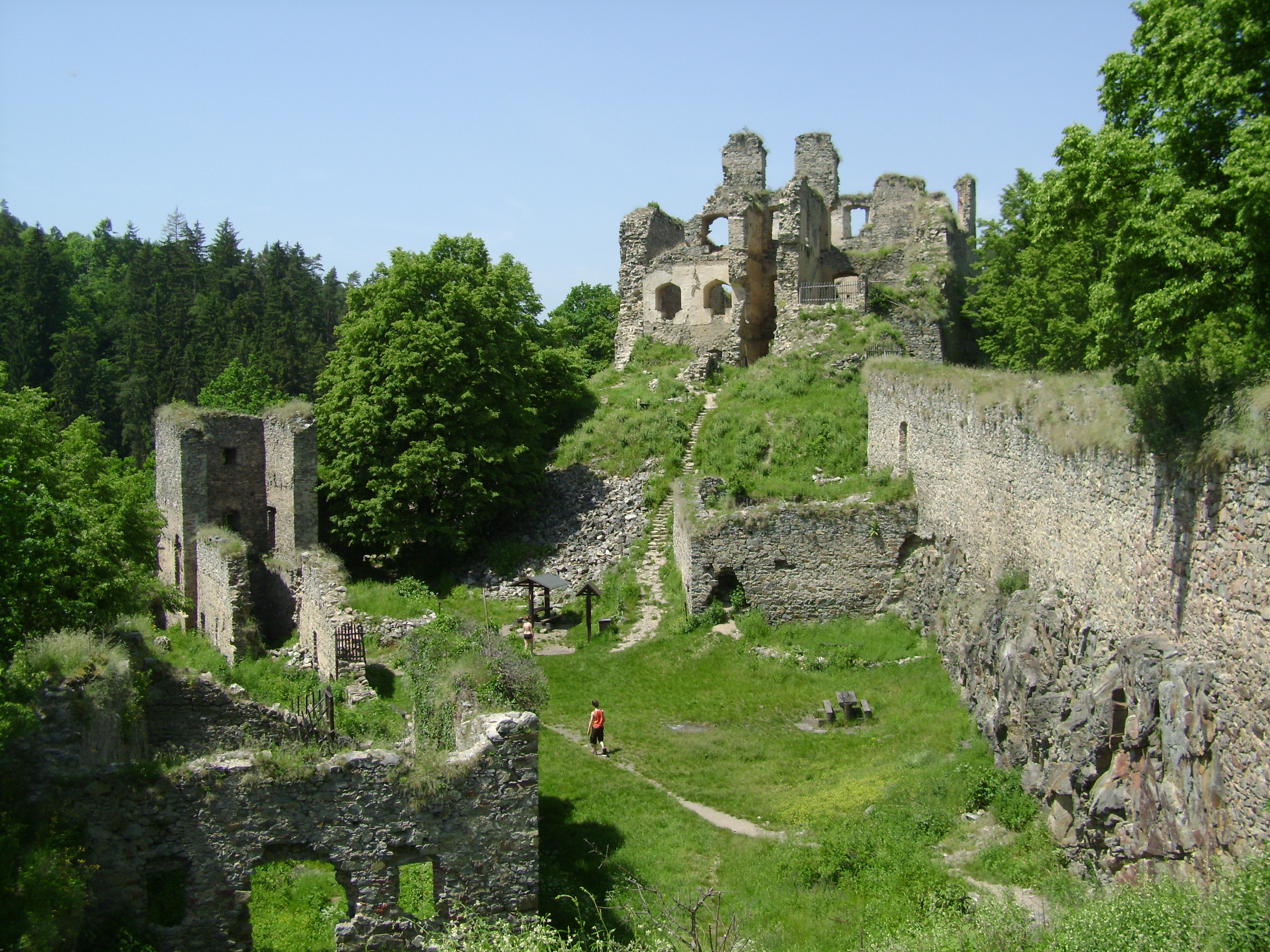
Dívčí kámen
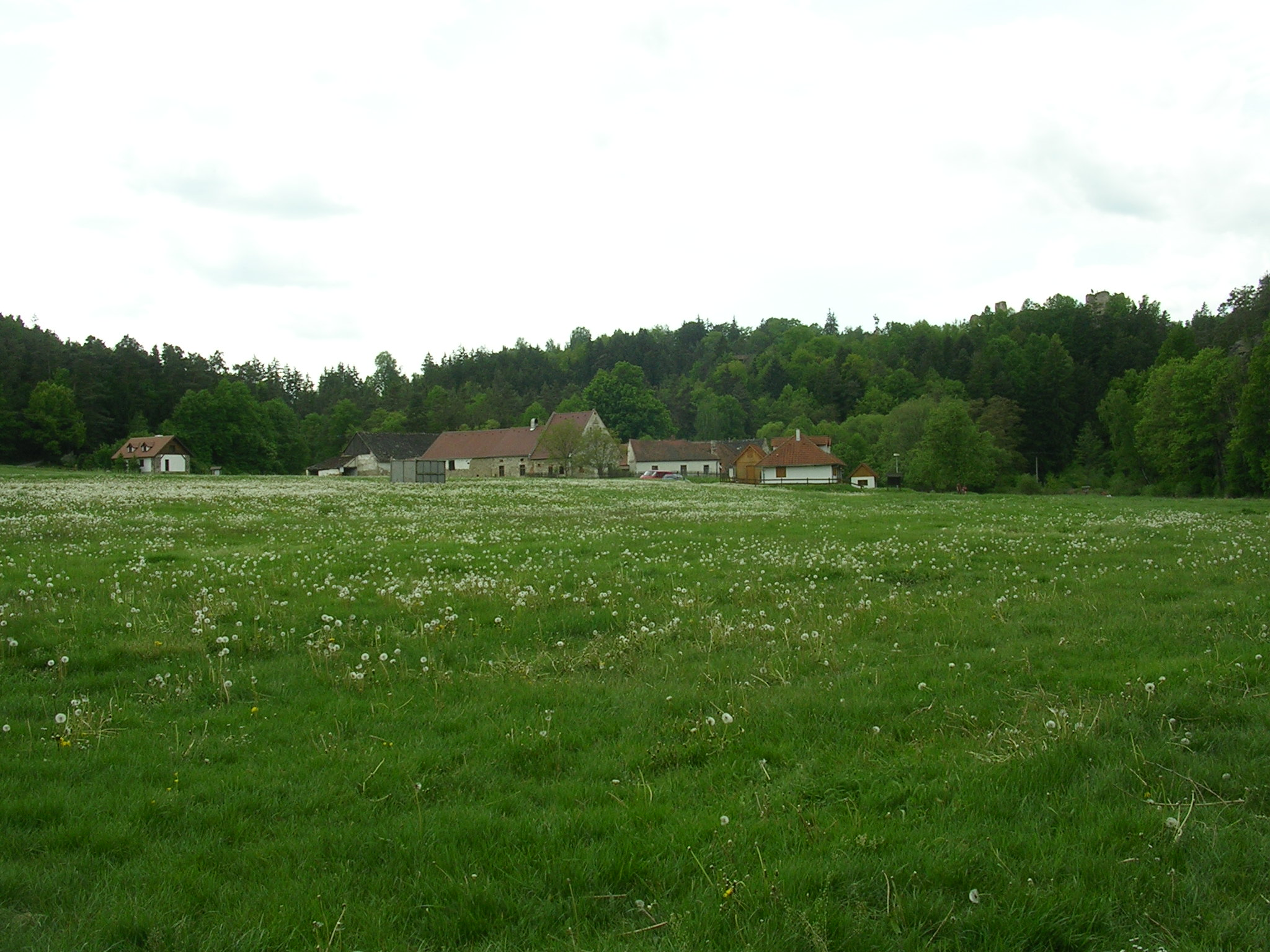
Samota Podhradský
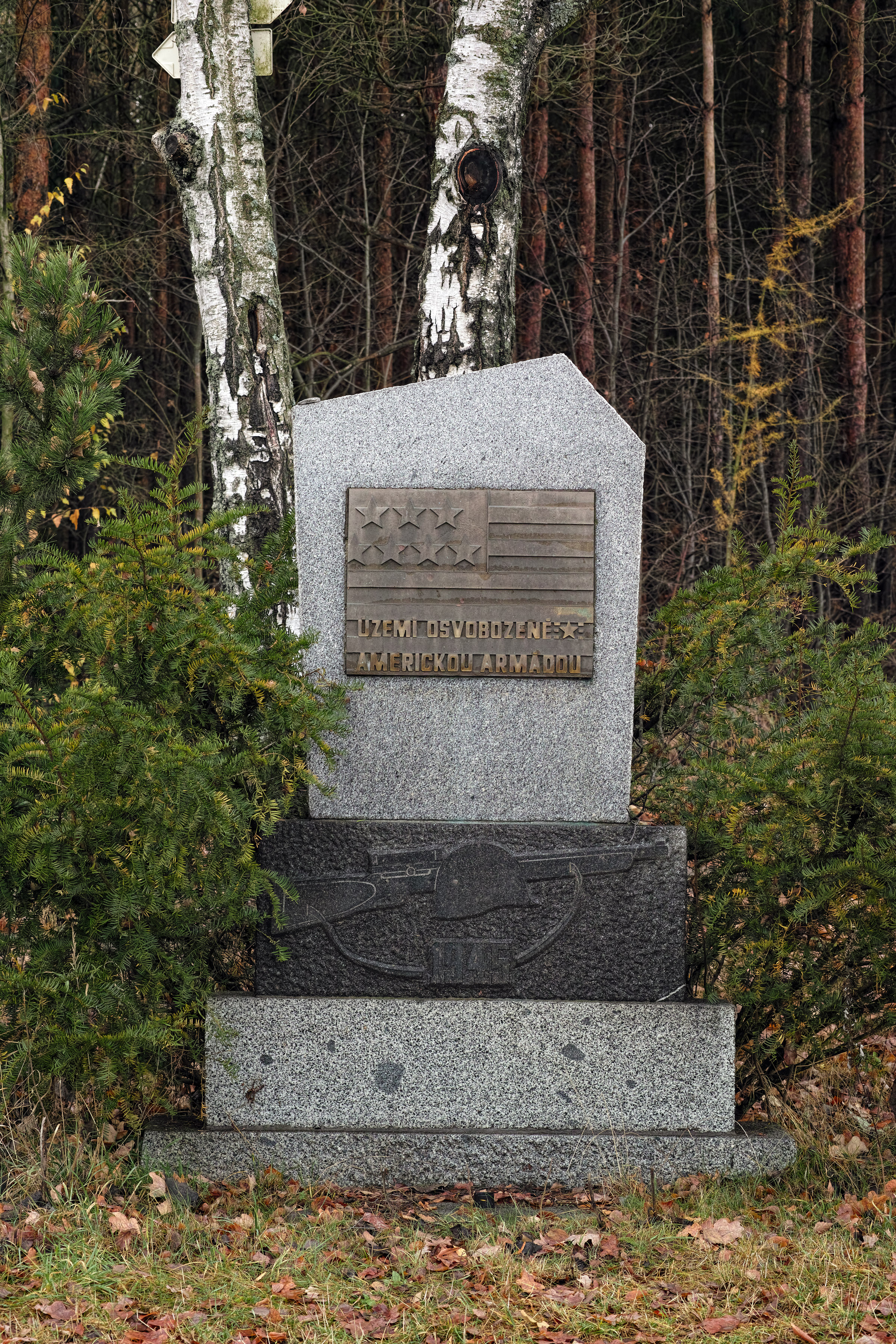
Pomník u demarkační linie